# Havreballe Skov
Havreballe Skov er den nordligste del af den store Marselisborgskov. Beliggende blot lidt over en kilometer fra Aarhus Hovedbanegård er skoven med sin bynære placering et yndet mål for aarhusianernes søndagstur, hvor gråænder og hættemåger glædeligt lader sig fodre. Ud over ænder huser skoven også et militæranlæg, Tivoli Friheden og tidligere var skoven også hjemsted for Aarhus Zoologiske Have.

## Baroniet Marselisborg
Skoven er opkaldt efter den tidligere Havreballegård, som var en kongelig lensgård. I 1684 blev gården omdøbt til Marselisborg Gods, efter den hollandske Marselisslægt. Marselisslægten fik gården, det tilhørende land og en titel af baron af kongen som afbetaling af kongens gæld til slægten. Da Marselisborgskovene var under privat eje var det ikke tilladt at etablere skovrestaurationer i Havreballe Skoven; derfor holdt de første af disse til i den offentlige Riis Skov.

## Friheden
I slutningen af 1800-tallet blev den del af Havreballe Skoven, som i dag ligger øst for Stadion Allé, åbnet for offentligheden i sommerhalvåret. Området blev kaldt Friheden og her serverede skovfogeden kaffe og kolde drikke; dog ikke spiritus.
I 1899 blev landarealerne tilhørende Marselisborg Gods lagt ind under kommunen, og der blev nu åbnet for Marselisborgskovene. I 1904 kunne tjeneren Hans Rising holde indvielsesfest på hans nye skovpavillon ”Friheden”. Med en placering blot 4 minutters gang fra sporvognens endestations blev Friheden hurtigt utrolig populær.
Det var først i 1957, at de første tivoli-forlystelser kom til stedet og i 1958 blev tivoliselskabet ”Friheden” etableret.
I 1920 kom en anden type forlystelse til skoven; nemlig Aarhus Idrætspark, hvor aarhusianerne stadigt i dag samles til fodboldkampe om søndagen.

## Fra haveforening til Zoologisk Have
Også området vest for Stadion Allé blev indtaget af aarhusianerne. Her blev Haveforeningen Skovly etableret. I 1932 fik kolonihaveforeningen eksotiske naboer, da Aarhus Zoologiske Have åbnede i skoven.
Initiativtager til haven var Axel Hutzelsider, som havde arbejdet i Hagenbeck Dyrepark i Hamburg. 11. februar 1932 blev forslaget om oprettelse af zoo behandlet i byrådet. Og blot tre måneder senere kunne Zoologisk Have åbne for publikum.
I godt et årstid havde de 64 kolonihaveejere i Havreballe Skoven løvebrøl i baghaven, men Zoologisk Have fik hurtigt brug for en udvidelse og 15. oktober 1933 blev kolonihaveejerne opsagt.
Zoologisk have i Aarhus fik kun 23 års levetid, men havde på sit højeste omkring 2000 dyr fordelt på 480 arter. 31. august 1960 var det slut med det eksotiske eventyr i Havreballe Skoven, og Århus Stiftstidende markerede dagen med overskriften ”En skamplet forsvinder”. Forud for lukningen, havde været perioder med svigtende indtægter, fodermangel og kummerlig kår for dyrene.

## I bunkernes dyb
Under 2. Verdenskrig var store dele af Havreballe Skoven okkuperet af tyskerne, som fældede store dele af skoven. De byggede barakker, bunkere og veje, lagde miner ud og satte pigtråd op. Store skovområdet blev ødelagt, og kommunen henvendte sig gentagende gange til besættelsesmagten omkring forskånelse af skoven. Svaret lød dog, at i en kamp om millioner af menneskers liv var et par træer eller et par skove af fuldstændig underordnet af betydning.
Efter krigen blev de ødelagte områder plantet til med bøg og eg og barakkerne blev revet ned.
Bunkerne fik lov til at blive og blev efterfølgende overtaget Søværnets Operative Kommando. Fra bunkerne blev der under den kolde krig holdt øje med den militære søtrafik.

## Skole- og skøjteskov
Efter zoologisk have blev lukket i 1960 blev alle de gamle bure og indhegninger revet ned, så der til sidst kun var det gamle bindingsværkshus i skovens nord-vestlige hjørne tilbage. Huset havde fungeret som ”bondegård” i zoologiskhave og havde huset forskellige husdyr, men nu blev det indrettet til undervisningslokale og skoven blev til skoleskov.
Mange aarhusianske børn har således tilbragt deres biologitimer i 1960’er og 1970’erne i Havreballeskoven. Opbakningen til skoleskoven var dog ikke stor og i offentligheden var der flere klager over at den centralt beliggende skov var utilgængelig for offentligheden.
Selvom skoven ikke længere har titel af skoleskov er den stadigt et populært udflugtsmål for mange af byens skoler. I dag bruges de tidligere undervisningslokaler af billedhuggeren Jørn Rønnau, som også har lavet mange skulpturer i skoven; her i blandt Hjertetræet.
I slutningen af 1910’erne blev de sumpede områder i Havreballe Skoven inddæmmet til skovsøer. Stadionsøerne, som de i dag kaldes, har siden deres oprettelse været et populært udflugtsmål for skøjteentusiaster om vinteren.
Havreballe Skoven har med et gods, et tivoli, en idrætspark, en kolonihaveforening, en zoologisk have, en skoleskov, et skøjtemekka og et militæranlæg i høj grad været en vigtig del af aarhusianernes historie i mere end 100 år.

## Galleri
- Skovbunden er flere steder dækket med anemoner, et tegn på gammel skov.
- Der er flere områder med naturlig bøgeskov i Havreballe Skov.
- Bøgestamme under forrådnelse. Der gøres en aktiv indsats for at hjælpe biodiversiteten på vej i Havreballe Skov.
- En skovbæk i maj
- Vinterscene fra Kongevejen gennem Havreballe Skov
- Ødam i maj